# Copa Providencia BCI 2011
Il Copa Providencia BCI 2011 è stato un torneo professionistico di tennis femminile giocato sulla terra rossa. È stata la 10ª edizione del torneo, che fa parte dell'ITF Women's Circuit nell'ambito dell'ITF Women's Circuit 2011. Si è giocato a Santiago in Cile dal 12 al 17 dicembre 2011.

## Partecipanti

### Teste di serie
| Nazionalità | Giocatrice            | Ranking* | Testa di serie |
| ----------- | --------------------- | -------- | -------------- |
| Stati Uniti | Julia Cohen           | 181      | 1              |
| Paraguay    | Verónica Cepede Royg  | 234      | 2              |
| Svizzera    | Conny Perrin          | 272      | 3              |
| Cile        | Andrea Koch-Benvenuto | 277      | 4              |
| Spagna      | Inés Ferrer Suárez    | 283      | 5              |
| Brasile     | Vivian Segnini        | 290      | 6              |
| Croazia     | Tereza Mrdeža         | 297      | 7              |
| Slovacchia  | Romana Tabak          | 309      | 8              |

- 1 Ranking al 5 dicembre 2011.

### Altre partecipanti
Giocatrici che hanno ricevuto una wild card:
- Fernanda Brito
- Cecilia Costa Melgar
- Daniela Seguel
- Camila Silva

Giocatrici che sono passate dalle qualificazioni:
- Benedetta Davato
- Ulrikke Eikeri
- Paula Cristina Gonçalves
- Flávia Guimarães Bueno
- Chieh-yu Hsu
- Kateřina Kramperová
- Patricia Ku Flores
- Angelique van der Meet

## Campionesse

### Singolare
Verónica Cepede Royg ha battuto in finale  Mailen Auroux con il punteggio di 6–0, 1–6, 6–3

### Doppio
Inés Ferrer Suárez /  Richèl Hogenkamp hanno battuto in finale  Mailen Auroux /  María Irigoyen con il punteggio di 6–4, 3–6, [10–5]